# Matthew Maher
Matthew Maher (Arkabutla, Misisipi, 5 de octubre de 1971) es un actor de cine, televisión y teatro estadounidense. Es más conocido por sus papeles en Bringing Out The Dead (1999), Dogma (1999), Vulgar (2000), The Third Wheel (2002), Jersey Girl (2004), Gone Baby Gone (2007), The Killer Inside Me, I'm Still Here, It's Kind of a Funny Story (2010), Capitana Marvel (2019), Funny Pages (2022) o Air (2023), aunque uno de sus papeles más relevantes es Black Pete en la serie Our Flag Means Death (2022-2023)

## Carrera
Maher tiene una extensa carrera teatral habiendo actuado en el Teatro Público, New York Shakespeare Festival, Berkeley Rep y Actors Theatre of Louisville. Los créditos teatrales incluyen Red-Handed Otter en Cherry Lane Theatre, Uncle Vanya en Soho Repertory Theatre, Golden Child de David Henry Hwang en Signature Theatre Company y Tales From My Parents Divorce de The Civilians.
Ha tenido un papel relevante en la serie de comedia romántica de piratas Our Flag Means Death. 
También ha aparecido ocasionalmente en largometrajes, incluidos Bringing Out The Dead (1999), Dogma (1999), Vulgar (2000), The Third Wheel (2002), Jersey Girl (2004), Gone Baby Gone (2007), The Killer Inside Me, I'm Still Here y It's Kind of a Funny Story (2010), Capitana Marvel (2019), Funny Pages (2022) y Air (2023).
En 2016, protagonizó la obra de Annie Baker The Flick, que debutó en el Off-Broadway en Playwrights Horizons en 2013, y ganó el Premio Pulitzer en 2014. La producción se mudó al otro lado del charco en 2016, al Dorfman Theatre, Londres.

## Filmografía

### Películas
| Year | Título                                  | Papel                       | Notas         |
| ---- | --------------------------------------- | --------------------------- | ------------- |
| 1999 | Dogma                                   | Bartender                   |               |
| 1999 | Bringing Out The Dead                   | Amigo de Mr. Oh's           |               |
| 2000 | Four Letter Words                       | Jordon                      |               |
| 2000 | Vulgar                                  | Gino Fanelli                |               |
| 2002 | The Third Wheel                         | Hank                        |               |
| 2002 | Big Apple                               | Trabajador #2               |               |
| 2003 | Just Another Story                      |                             |               |
| 2004 | Jersey Girl                             | Delivery Guy                |               |
| 2004 | Pagans                                  | Store Clerk                 |               |
| 2005 | Homecoming                              | Frank                       |               |
| 2007 | Gone Baby Gone                          | Corwin Earle                |               |
| 2008 | Uber Alice                              | Jeremy                      | Cortometraje  |
| 2009 | Finding Graceland                       | Ricky                       | Cortometraje  |
| 2010 | The Killer Inside Me                    | Jeff Plummer                |               |
| 2010 | The Face                                | Bocce Ball Player           | Cortometraje  |
| 2010 | I'm Still Here                          | Matt                        |               |
| 2010 | It's Kind of a Funny Story              | Humble                      |               |
| 2011 | Sweet Little Lies                       |                             |               |
| 2013 | Frank the Bastard                       | Worm                        |               |
| 2014 | While We're Young                       | Tim                         |               |
| 2014 | El año más violento                     | John Dominczyk              |               |
| 2015 | People Places Things                    | Improv Partner              |               |
| 2016 | The Finest Hours                        | Carl Nickerson              |               |
| 2016 | Todo mi instituto hundiéndose en el mar | Senior Kyle (voz)           |               |
| 2016 | The Surf Report                         | Bartender                   | Cortometraje  |
| 2016 | Vivir de noche                          | RD Pruitt                   |               |
| 2017 | La increíble Jessica James              | Actor                       |               |
| 2017 | Cat Killer                              | Tyler Krallman de Applebees | Cortometraje  |
| 2017 | Lady Bird                               | Hombre en la calle          |               |
| 2017 | Testosterone: Volume One                | Bartender                   |               |
| 2019 | Capitana Marvel                         | Norex                       |               |
| 2019 | Historia de un matrimonio               | Actor de teatro             |               |
| 2020 | The Mimic                               | The Waiter/Bartender        |               |
| 2020 | The Outside Story                       | Neil                        |               |
| 2022 | Funny Pages                             | Wallace                     |               |
| 2023 | Air                                     | Peter Moore                 |               |
| TBA  | The Kill Room                           |                             | Posproducción |

### Televisión
| Año  | Título                            | Papel               | Notas                            |
| ---- | --------------------------------- | ------------------- | -------------------------------- |
| 2001 | Clerks                            | Voces adicionales   | 2 episodios                      |
| 2004 | The Jury                          | Tim Winslow         | Episodio: "Too Jung to Die"      |
| 2004 | Law & Order: Criminal Intent      | Bo                  | Episodio: "In the Dark"          |
| 2006 | Law & Order: Special Victims Unit | Tim                 | Episodio: "Manipulated"          |
| 2007 | John From Cincinnati              | Dwayne              | Recurrente                       |
| 2008 | Law & Order                       | Antonio             | Episodio: "Tango"                |
| 2009 | The Unusuals                      | Marvin Bechamel     | 2 episodios                      |
| 2010 | Bored to Death                    | Hostel Concierge    | Episodio: "Super Ray Is Mortal!" |
| 2013 | Over/Under                        | Danny               | Película de TV                   |
| 2014 | 100 Monologues                    | Recovering Male     | Episodio: "The Recovering Male"  |
| 2015 | Nurse Jackie                      | Matt                | 3 episodios                      |
| 2018 | Mozart in the Jungle              | Alan Lawford        | Recurrente (temporada 4)         |
| 2018 | Elementary                        | Hugo Irving         | Episode: "Nobody Lives Forever"  |
| 2018 | New Amsterdam                     | Barry / Ray DeMarco | Episodio: "Every Last Minute"    |
| 2022 | Our Flag Means Death              | Black Pete          | Protagonista (10 episodios)      |
| 2022 | Outer Range                       | Deputy Matt         | 4 episodios                      |
| 2023 | Hello Tomorrow!                   | Lester Costopoulos  | Recurrente (8 episodios)         |

### Videojuegos
| Año  | Título             | Papel       |
| ---- | ------------------ | ----------- |
| 2013 | Grand Theft Auto V | Wade Hebert |